# Bundestagswahlkreis Rendsburg-Eckernförde
Der Wahlkreis Rendsburg-Eckernförde (Wahlkreis 4) ist ein Bundestagswahlkreis in Schleswig-Holstein und umfasst den Kreis Rendsburg-Eckernförde ohne die Gemeinden Altenholz und Kronshagen.

## Wahlkreisgeschichte
| Wahl      | Wahlkreisname           | Gebiet                                                                  |
| --------- | ----------------------- | ----------------------------------------------------------------------- |
| 1976–1998 | 4 Rendsburg-Eckernförde | Kreis Rendsburg-Eckernförde                                             |
| seit 2002 | 4 Rendsburg-Eckernförde | Kreis Rendsburg-Eckernförde ohne die Gemeinden Altenholz und Kronshagen |

Der Wahlkreis Rendsburg-Eckernförde wurde für die Bundestagswahl 1976 neu gebildet. Er bestand bis zur Bundestagswahl 1998 aus dem Gebiet des Kreises Rendsburg-Eckernförde, das vorher auf die Wahlkreise Schleswig – Eckernförde und Rendsburg – Neumünster aufgeteilt war. Zur Bundestagswahl 2002 wurden die Gemeinden Altenholz und Kronshagen an den Wahlkreis Kiel abgegeben.

## Wahlkreisabgeordnete
| Wahl | Abgeordneter | Abgeordneter        | Partei | Stimmen in % |
| ---- | ------------ | ------------------- | ------ | ------------ |
| 1976 |              | Heide Simonis       | SPD    | 47,7         |
| 1980 | 49,8         | Heide Simonis       | SPD    |              |
| 1983 |              | Gerhard Stoltenberg | CDU    | 52,4         |
| 1987 | 48,7         | Gerhard Stoltenberg | CDU    |              |
| 1990 | 47,4         | Gerhard Stoltenberg | CDU    |              |
| 1994 | 46,9         | Gerhard Stoltenberg | CDU    |              |
| 1998 |              | Ulrike Mehl         | SPD    | 48,8         |
| 2002 | 48,1         | Ulrike Mehl         | SPD    |              |
| 2005 |              | Otto Bernhardt      | CDU    | 44,1         |
| 2009 |              | Johann Wadephul     | CDU    | 40,2         |
| 2013 | 45,2         | Johann Wadephul     | CDU    |              |
| 2017 | 42,7         | Johann Wadephul     | CDU    |              |
| 2021 |              | Sönke Rix           | SPD    | 30,8         |
| 2025 |              | Johann Wadephul     | CDU    | 32,8         |

## Wahlergebnisse

### Bundestagswahl 2025
| Kandidaten                                             | Kandidaten                                       | Parteien/Listen     | Erststimmen | Erststimmen | Zweitstimmen | Zweitstimmen |
| Kandidaten                                             | Kandidaten                                       | Parteien/Listen     | Stimmen     | %           | Stimmen      | %            |
| ------------------------------------------------------ | ------------------------------------------------ | ------------------- | ----------- | ----------- | ------------ | ------------ |
|                                                        | Felix Wilsberg                                   | SPD                 | 36.266      | 21,2        | 30.418       | 17,7         |
|                                                        | Johann David Walter Rudolf Wadephulgewählt im WK | CDU                 | 56.163      | 32,8        | 50.231       | 29,3         |
|                                                        | Monika Marianne Wegener                          | GRÜNE               | 20.473      | 11,9        | 25.226       | 14,7         |
|                                                        | Wolfgang Joachim Kubicki                         | FDP                 | 8.170       | 4,8         | 7.956        | 4,6          |
|                                                        | Gereon Martin Bollmann                           | AfD                 | 26.417      | 15,4        | 27.498       | 16,0         |
|                                                        | Mark Hintz                                       | Die Linke           | 8.675       | 5,1         | 10.887       | 6,3          |
|                                                        | Maylis Roßberg                                   | SSW                 | 11.075      | 6,5         | 10.500       | 6,1          |
|                                                        | —                                                | Die PARTEI          | –           | –           | 1.161        | 0,7          |
|                                                        | Nicole Andres                                    | FREIE WÄHLER        | 1.367       | 0,8         | 992          | 0,6          |
|                                                        | Christoph Thurner                                | Volt                | 1.327       | 0,8         | 974          | 0,6          |
|                                                        | —                                                | MLPD                | –           | –           | 42           | 0,0          |
|                                                        | Dieter Harald Schulz                             | BÜNDNIS DEUTSCHLAND | 632         | 0,4         | 298          | 0,2          |
|                                                        | —                                                | BSW                 | –           | –           | 5.463        | 3,2          |
|                                                        | Björn Baasch                                     | Einzelbewerber      | 500         | 0,3         | –            | –            |
|                                                        | Murat Kisifli                                    | Einzelbewerber      | 302         | 0,2         | –            | –            |
| Gesamt                                                 | Gesamt                                           | Gesamt              | 171.367     | 100         | 171.646      | 100          |
|                                                        |                                                  |                     |             |             |              |              |
| Ungültige Stimmen                                      | Ungültige Stimmen                                | Ungültige Stimmen   | 1.152       | 0,7         | 873          | 0,5          |
| Wähler                                                 | Wähler                                           | Wähler              | 172.519     | 85,1        | 172.519      | 85,1         |
| Wahlberechtigte                                        | Wahlberechtigte                                  | Wahlberechtigte     | 202.737     |             | 202.737      |              |
|                                                        |                                                  |                     |             |             |              |              |
| Quellen: Die Bundeswahlleiterin, Kandidaten – Ergebnis |                                                  |                     |             |             |              |              |

### Bundestagswahl 2021
| Direktkandidat              | Partei           | Erststimmen in % | Zweitstimmen in % |
| --------------------------- | ---------------- | ---------------- | ----------------- |
| Johann Wadephul             | CDU              | 29,7             | 23,9              |
| Sönke Rix                   | SPD              | 30,8             | 26,8              |
| Christine Aschenberg-Dugnus | FDP              | 8,0              | 12,0              |
| Jakob Blasel                | GRÜNE            | 14,8             | 17,9              |
| Gereon Bollmann             | AfD              | 6,3              | 6,6               |
| Hauke Schultz               | DIE LINKE        | 2,7              | 3,2               |
| Nils-Hermann Saul           | Die PARTEI       | 1,3              | 1,0               |
| Bärbel Kahlund              | FREIE WÄHLER     | 1,0              | 0,7               |
| -                           | NPD              | -                | 0,1               |
| -                           | ÖDP              | -                | 0,1               |
| -                           | MLPD             | -                | 0,0               |
| Holger Thiesen              | dieBasis         | 1,6              | 1,5               |
| -                           | DKP              | -                | 0,0               |
| -                           | du.              | -                | 0,1               |
| -                           | LKR              | -                | 0,0               |
| -                           | Die Humanisten   | -                | 0,1               |
| -                           | Tierschutzpartei | -                | 1,1               |
| Maylis Roßberg              | SSW              | 3,6              | 4,5               |
| -                           | Team Todenhöfer  | -                | 0,2               |
| -                           | Volt             | -                | 0,2               |
| -                           | V-Partei³        | -                | 0,1               |

Neben dem direkt gewählten Sönke Rix (SPD) konnten Johann David Wadephul (CDU), Christine Aschenberg-Dugnus (FDP) und Gereon Bollmann (AfD) über ihre jeweiligen Landeslisten in den Deutschen Bundestag einziehen. Sönke Rix gehört dem Bundestag bereits seit 2005 an, Johann Wadephul seit 2009, Christine Aschenberg-Dugnus 2009 bis 2013 und seit 2017 und Gereon Bollmann seit 2021.

### Bundestagswahl 2017
| Direktkandidat(in)          | Partei       | Erststimmen in % | Zweitstimmen in % |
| --------------------------- | ------------ | ---------------- | ----------------- |
| Johann Wadephul             | CDU          | 42,7             | 36,2              |
| Sönke Rix                   | SPD          | 28,9             | 22,9              |
| Claudia Ulrich              | GRÜNE        | 9,0              | 12,4              |
| Christine Aschenberg-Dugnus | FDP          | 6,5              | 12,2              |
| Stefan Karstens             | DIE LINKE    | 5,2              | 6,4               |
| Gereon Bollmann             | AfD          | 6,8              | 7,4               |
| -                           | NPD          | -                | 0,2               |
| Hans-Werner Last            | FREIE WÄHLER | 1,0              | 0,7               |
| -                           | MLPD         | -                | 0,0               |
| -                           | BGE          | -                | 0,4               |
| -                           | ÖDP          | -                | 0,2               |
| -                           | Die PARTEI   | -                | 1,1               |

### Bundestagswahl 2013
Die Wahl zum 18. Deutschen Bundestag fand am 22. September 2013 statt. Der Wahlkreis Rendsburg-Eckernförde hat bei der Bundestagswahl 2013 seinen bisherigen Zuschnitt unverändert beibehalten.
| Direktkandidat(in)          | Partei                | Erststimmen in % | Zweitstimmen in % |
| --------------------------- | --------------------- | ---------------- | ----------------- |
| Johann Wadephul             | CDU                   | 45,2             | 40,8              |
| Sönke Rix                   | SPD                   | 36,8             | 31,6              |
| Christine Aschenberg-Dugnus | FDP                   | 1,9              | 5,5               |
| Detlef Matthiessen          | Bündnis 90/Die Grünen | 7,0              | 9,3               |
| Stefan Karstens             | Die Linke             | 3,3              | 4,4               |
| Anne Burmeister             | PIRATEN               | 1,9              | 1,8               |
|                             | Rentner               | -                | 0,5               |
| Rudolf Reinhard Rosenthal   | NPD                   | 0,6              | 0,6               |
| Briga Friederike Krikau     | AfD                   | 3,4              | 4,4               |
|                             | Freie Wähler          | -                | 0,5               |
|                             | MLPD                  | -                | 0,0               |
|                             | Tierschutzpartei      | -                | 0,9               |

### Bundestagswahl 2009
Bei der Bundestagswahl 2009 waren 198.910 Einwohner wahlberechtigt; die Wahlbeteiligung lag bei 75,4 %. Das Direktmandat gewann Johann Wadephul (CDU) mit 40,2 %.
| Direktkandidat(in)          | Partei                | Erststimmen in % | Zweitstimmen in % | Bundestagswahl 2005 Zweitstimmen in % |
| --------------------------- | --------------------- | ---------------- | ----------------- | ------------------------------------- |
| Johann Wadephul             | CDU                   | 40,2             | 33,9              | 38,1                                  |
| Sönke Rix                   | SPD                   | 32,5             | 26,7              | 37,6                                  |
| Christine Aschenberg-Dugnus | FDP                   | 9,8              | 15,9              | 9,9                                   |
| Detlef Matthiessen          | Bündnis 90/Die Grünen | 10,1             | 12,8              | 8,0                                   |
| Stefan Karstens             | Die Linke.            | 6,0              | 6,7               | 4,2                                   |
| Wolfgang Schimmel           | NPD                   | 0,9              | 0,8               | 0,9                                   |
| Holger Thiesen              | unabhängig            | 0,6              | –                 | –                                     |
| –                           | PIRATEN               | –                | 2,0               |                                       |
| –                           | RENTNER               | –                | 1,0               |                                       |

Das Direktmandat gewann mit 40,2 % Johann Wadephul. Über Landeslistenplatz 5 der SPD zog Sönke Rix ein, über Listenplatz 4 der FDP-Landesliste Christine Aschenberg-Dugnus.